# Gjekë Marinaj
Gjekë Marinaj je albansko-američki pjesnik, pisac, prevoditelj, književni kritičar, i osnivač teorije protonizma. Trenutačno živi u Sjedinjenim Američkim Državama, bio je prvi predsjednik Društva albansko-američkih pisaca, osnovanog 2001. godine te je objavio nekoliko knjiga poezije, proze i književne kritike. 2008. godine. Marinaj je dobio nagradu za književnost Pjetër Arbnori od QNK dijela Ministarstva turizma, kulture, mladeži i športa Albanije.

## Rani život i karijera
Rođen 1965. godine u distriktu sjeverne Albanije Malesi e Madhe, Marinaj je započeo svoju karijeru pisanja kao ograničeni dopisnik objavljivajući u nizu albanskih medija, prvo u lokalnim novinama u Skadru, a zatim u nizu albanskih nacionalnih publikacija, uključujući Zëri i Rinisë ("Glas mladih"), Luftëtari ("Borac"), Vullnetari ("Volonter"), i Drita (Svjetlost). U kolovozu 1990. godine, Marinaj je objavio antikomunističku satiričku pjesmu pod nazivom "Konji "(izvorno albanski: Kuajt) i svjestan svojeg neposrednog uhićenja od strane komunističkog režima, Marinaj je 12. rujna 1990. pobjegao vlastima nezakonitim prelaskom albansko-jugoslavenske granice te je prvo pobjegao u Jugoslaviju, a kasnije u Sjedinjene Američke Države. Stigao je u San Diego u srpnju 1991. godine, a zatim je otišao u Richardson, Texas. Marinaj je 2001. godine osnovao Udruženje albansko-američkih književnika, čiji je bio i predsjednik do 2009. godine.

## Autorski intervjui
Usporedno s osnivanjem svog novog života u Americi, Marinaj je nastavio raditi kao honorarni novinar za albanske medije; njegov honorarni rad uključuje intervjue s predsjednikom Georgeom Herbertom Walkerom Bushom, devetim predsjednikom države Izrael Shimonom Peresom, i svjetski poznatim nogometašem Peléom.

## Konji
Marinaj je objavio svoju pjesmu pod nazivom "Konji" u albanskom biltenu, Drita, koja je na prvi pogled jednostavna pjesma o domaćim životinjama, ali je zapravo satirički društveni i politički komentar o albanskom narodu koji je tiraniziran od strane opresivnog komunističkog režima. Pjesma je objavljena u Driti 19. kolovoza 1990. godine, a reakcije su bile nadmoćne i brze, jer je obična drskost objavljivanja takve jasno subverzivne pjesme u nacionalnom biltenu zaprepastila Albance (a ubrzo nakon toga i međunarodnu zajednicu). "U roku nekoliko sati, kopije Drite rasprodane su diljem zemlje, pa su ljudi napisali pjesmu na komadiće papira i dijelili jedni drugima u pothodnicima i na ulicama i mjesecima kasnije prosvjednici su pjevušili pjesmu preko megafona tijekom protuvladinih prosvjeda. Gledano iz ove perspektive, "Marinajeve riječi inspirirale su slobodu, pomogle pobijediti komunizam u Albaniji." Ipak, "nakon što je vidio druge pjesnike obješene u središtu grada zbog izražavanja sličnih pojmova slobode, Marinaj je znao da mora napustiti zemlju; spakirao je neke od svojih omiljenih knjiga, rekao svojim prijateljima i obitelji da ide na godišnji odmor, i krenuo na osmosatno pješačenje kroz planine u Jugoslaviju.

## Obrazovanje u Americi
Nakon školovanja u Albaniji, Marinaj je zaradio višu stručnu spremu na Brookhaven College, u 2001. godini. Nastavio je školovanje na Sveučilištu Texas u Dallasu gdje je diplomirao Magna Cum Laude 2006. godine kao prvostupnik u književnim studijama, a magistrirao je na istoj temi 2008. godine. Tri godine kasnije, dobio je certifikat za studije Holokausta od Ackerman Centra za studije Holokausta.

### Doktor filozofije
Sveučilište Texas u Dallasu dodijelilo je Marinaju doktorat 2012. godine. Fokus njegove teze je na povijesti i filozofiji usmenog pjesništva na Balkanu i na teoriju prevođenja pod nazivom "Usmena poezija u albanskoj i drugim balkanskim kulturama: Prevođenje labirinata neprevodivosti.

## Teorija protonizma
Prema The Dallas Morning News, Marinajeva teorija protonizma nastoji "promicati mir i pozitivno razmišljanje" kroz književne kritike. Teorija protonizma predlaže da postoje jake i slabe točke u svakom komadu literature, ali tvrdi da kritičarevi osobni interesi i predrasude utječu na to koliko pažnje te točke dobivaju. Marinaj je osnovao teoriju protonizma 2005. godine kao odgovor na poplavu neopravdane negativne kritike u istočnoeuropskoj akademskoj zajednici nakon raspada komunizma. Razvio je protonizam kako bi osigurao zajedničku osnovu iz koje kritičari mogu ocijeniti književno djelo objektivnije. Protonizam radi uz pet središnjih načela: istina, upit, istraživanje, protonismiotika i etika.

## Trenutačno zanimanje
Marinaj od 2001. Godine podučava engleski jezik i komunikacije, među ostalim tečajevima, na Sveučilištu Richland.

## Objavljene knjige
Marinaj je objavio nekoliko knjiga poezije, žurnalistike i književne kritike. Njegove tri knjige poezije uključuju Mos më ik larg (Ne napuštaj me), Infinit (Beskonačno), i Lutje në ditën e tetë të javës (Molitva osmog dana sedmice). Osim toga objavio je knjigu autorskih intervjua pod nazivom Ana tjetër e pasqyrës (Druga strana ogledala), knjigu izabranih članaka i eseja pod nazivom Ca gjëra nuk mund të mbeten sekret (Neke stvari ne mogu ostati u tajnosti) i jednu knjigu književne kritike pod nazivom Protonizmi: nga teoria në praktikë (Protonizam: iz teorije u praksu).

### Prijevodi
Marinaj je bio gost urednik Translation Review, preveo je nekoliko knjiga s engleskog na albanski jezik, a dvije s albanskog na engleski, uključujući i zbirku albanske usmene epike (s Frederickom Turnerom (pjesnik)) te je uredio više desetaka knjiga na oba jezika.

## Priznanja i kritički prijem
Marinaj je dobitnik u 2008. godini Pjetër Arbnori nagrade za književnost od QNK, dijela albanskog Ministarstva kulture.

## Vanjske poveznice
- (engl.) Gjekë Marinaj, službene stranice